# Marie-Louise Moru
Pour les articles homonymes, voir Moru.
Marie-Louise Moru (dite Lisette, née le 27 juillet 1925 à Port-Louis et morte à Auschwitz en mars 1943) est une résistante française. Arrêtée et emprisonnée, elle fait partie du convoi des 31 000 qui part à destination d'Auschwitz le 24 janvier 1943. Elle meurt dans ce camp de concentration quelques mois après son arrivée.

## Biographie
Marie-Louise, Pierrette Moru, dite « Lisette », naît le 27 juillet 1925 à Port-Louis. Son père, Joseph Moru (1902-1954) travaille à l’arsenal et sa mère, Suzanne Gahinet (1900-) est marchande de poisson. Son grand-père paternel, Joseph Marie Moru, est mort à Souain durant la Grande guerre, le 3 octobre 1915. Lisette est la deuxième de trois enfants naturels, la famille compte encore trois enfants adoptés.
Marie-Louise Moru fréquente l'école communale de Port-Louis où elle passe le certificat d'études. Elle obtient ensuite un certificat d’aptitude professionnelle (C.A.P.) de couturière en 1941. Entre-temps, la Seconde Guerre mondiale a commencé et elle doit travailler, faute de mieux, comme ouvrière dans la conserverie de sardines Breuzin-Delassus,.

### Résistance et déportation
Elle participe à des actions de résistance. D'après Charlotte Delbo, sa codétenue à Auschwitz, elle n'est pas affiliée à un réseau mais participe à la lutte dans la mesure de ses moyens. Sa nièce, Roselyne Le Labousse, pour sa part déclare que Marie-Louise Moru faisait partie du réseau de renseignements "Nemrod" (cependant celui-ci a été démantelé dès janvier 1941). Avec ses jeunes amis, elle fleurit le monument aux morts le 14 juillet 1942 (ou l'emplacement de la chute d'un avion anglais, ou la tombe d'aviateurs anglais, selon les versions), fait passer des messages et des informations, surveille les allées et venues des occupants et aide des jeunes gens à fuir en zone libre. Elle transmet une liste, qu'elle a établie, de 36 personnes sympathisant avec l'occupant allemand, à son amoureux, Louis Séché (1922-1945). L'information parvient aux douaniers allemands. Leurs logements sont perquisitionnés et, le 8 décembre 1942, à dix heures du matin, ils sont convoqués à la Kommandantur de Lorient. Le jour même, ils sont conduits à la prison allemande de Vannes. Lisette Moru est ensuite transférée au Fort de Romainville où elle est enregistrée le 19 décembre 1942, sous le matricule no 1332 . Louis Séché est interné au camp de Royallieu, à Compiègne.
De Romainville, Marie-Louise Moru envoie un message à sa famille, elle les rassure et leur demande de lui envoyer un colis de biens de première nécessité et fait part de la solidarité qui existe entre les détenues qui « partagent leurs paquets ».
Le 22 janvier 1943, cent femmes otages sont transférées en camions du camp de Romainville au camp de Royallieu. Le lendemain, le 23 janvier 1943, Lisette Moru fait partie d'un deuxième convoi de cent-vingt-deux détenues. Sept autres prisonnières sont amenées de la prison de Fresnes et une autre du dépôt de la préfecture de police de Paris. Toutes passent la nuit du 23 janvier à Royallieu.
Le lendemain matin, 24 janvier, les 230 femmes sont conduites à la gare de marchandises de Compiègne et embarquées dans les quatre derniers wagons (à bestiaux) d’un convoi, connu sous le nom de convoi des 31 000, dans lequel plus de 1 450 détenus hommes sont entassés depuis la veille . Parmi eux se trouve Louis Séché.
En gare de Halle-sur-Saale, le convoi est scindé, les hommes sont dirigés vers le camp de concentration d'Oranienbourg-Sachsenhausen, et les femmes vers Auschwitz où elles arrivent le 26 janvier au soir. Elles passent encore la nuit dans le train avant d'être conduites à pied au camp de femmes d'Auschwitz-Birkenau où elles entrent en chantant La Marseillaise. Elles sont immatriculées dans la série des « 31000 », le numéro de chacune, entre 31625 et 31854, est tatoué sur son avant-bras gauche,. Marie-Louise Moru porte le matricule 31825,.
Pendant deux semaines, elles sont en quarantaine au Block no 14, sans contact avec les autres détenues, provisoirement exemptées de travail. Ensuite, elles sont amenées au camp d'Auschwitz-I. C'est là qu'est prise la photo devenue célèbre de Marie-Louise Moru, souriante, face à l'objectif.
Le 12 février, les femmes du convoi des 31 000 sont assignées au Block 26, où elles sont entassées à mille détenues avec des Polonaises et soumises au travail forcé dans les Kommandos.
Les premiers mois passés à Birkenau sont les plus meurtriers, en particulier à cause de l’épidémie de typhus qui sévit dans le camp et de l'extermination dans les chambres à gaz des plus faibles. Le 10 avril 1943, elles ne sont plus que 70 survivantes.
Marie-Louise Moru, atteinte par une dysenterie sévère, succombe en mars 1943 au Revier de Birkenau où elle a été admise, auprès de Marcelle Mourot. Elle a 17 ans, 8 mois et 6 jours,,.
Louis Séché, d'après les témoignages, est encore en vie deux jours avant la libération du camp d'Oranienbiurg-Sachsenhausen. Puis il disparaît. En 1947, Il est officiellement déclaré « Mort pour la France » le 26 avril 1945 à Oranienburg.
Les deux femmes qui les ont dénoncés sont condamnées, après la guerre, à des peines de trois et deux ans de prison, et à la dégradation nationale à vie.

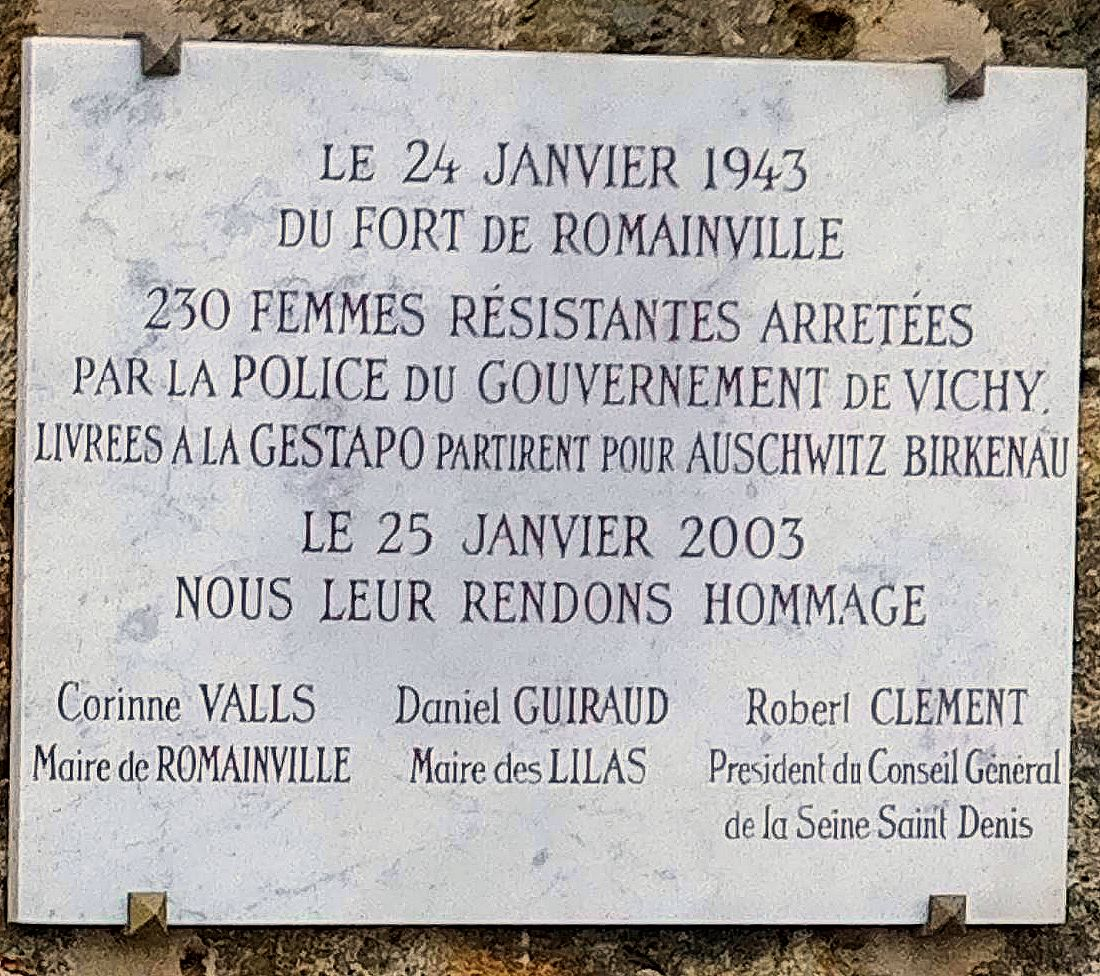
Plaque commémorant le départ du Fort de Romainville aux Lilas du convoi de 230 femmes du 24 janvier 1943 dit "des 31 000" à destination d'Auschwitz dont fait partie Marie-Louise Moru

Après la libération du camp, Marcelle Mourot écrit une lettre aux parents de Marie-Louise Moru « Quelques semaines après moi, Lisette devait rentrer à l’infirmerie, atteinte d’une grande dysenterie ou diarrhée dont elle ne devait jamais se remettre. Dans ses derniers moments, elle a beaucoup pensé à vous tous. Je serais vraiment très heureuse de pouvoir vous parler d’elle de vive voix pour vous dire le courage qu’elle a toujours eu durant l’exil qui vous séparait d’elle. » (cité par Stéphanie Trouillard).

## Hommages posthumes
Marie-Louise Moru est déclarée Morte pour la France.
Un arrêté du 31 juillet 1997 autorise l'apposition de la mention Mort en déportation sur son acte de décès.
Les noms de Moru Lisette et Séché Louis sont gravés sur le monument commémoratif de Port-Louis .
Une plaque commémorative apposée au foyer laïque (Au Foyer Laïque de Port-Louis - "A ses Morts pour la France - 1939-1945) mentionne les noms de Moru Marie-Louise Pierrette et Séché Louis Jules.
Sur le caveau de famille, au cimetière de Port-Louis, une plaque rappelle son souvenir : « À Marie-Louise Moru, morte pour la France à Auschwitz, le 24-4-43, à l’âge de 17 ans et demi, lâchement vendue par deux Françaises le 8-12-42 ».
En 2008, le nom de Lisette Moru est donné à une petite salle de la commune de Port-Louis et une plaque commémorative est apposée sur le rempart de la citadelle.
En 2018, le conseil municipal de Port-Louis décide de donner le nom de Lisette Moru à une nouvelle rue de la ville.
Le 25 avril 2021, Journée nationale du souvenir des victimes et des héros de la déportation, le Centre d’animation historique du pays de Port-Louis, en lien avec la municipalité, fait apposer une nouvelle plaque pour rendre hommage à six fusillés et six morts en déportation de la commune.
En 2021, un web-documentaire de France 24 réalisé par la journaliste Stéphanie Trouillard retrace sa vie en quatre épisodes .
Stéphanie Trouillard a enquêté sur son histoire et publié en janvier 2024 une bande dessinée relatant son histoire.